# Fabio Taglioni
Fabio Taglioni (Santa Maria in Fabriago, 10 settembre 1920 – Bologna, 18 luglio 2001) è stato un ingegnere italiano.
Storico capo progettista della Ducati, nel corso della sua carriera studiò e perfezionò il sistema a distribuzione desmodromica fino a farlo divenire il principale simbolo tecnico della casa bolognese

## Biografia
Nato nel 1920 a S. Maria in Fabriago, nella campagna lughese, suo padre era il meccanico riparatore di motociclette della vicina San Lorenzo. Fabio frequentò le scuole elementari vicino a Fabriago. Dopo le scuole medie ai Salesiani di Faenza, fu iscritto al'Istituto Zampieri di Imola dove frequentò le Magistrali. Dopo alcuni anni passò al Liceo Scientifico di Ravenna, dove conseguì la maturità. Si iscrisse all’Università di Bologna, ma nel 1940 fu chiamato alle armi per l’ingresso dell’Italia nella Seconda guerra mondiale. In Sicilia subì una ferita alla gamba sinistra di cui porterà per sempre i segni. Nel 1942 si sposò con Norina, conosciuta durante gli anni all'istituto magistrale. Dall'unione nacque la figlia Piera.
Nel 1948 si laureò in ingegneria con una tesi sul progetto di un Motore da corsa di 500cc a 4 cilindri per competizioni. L'anno dopo trovò lavoro all'Istituto tecnico professionale “Alberghetti” di Imola come insegnante di meccanica e di disegno.  Nel 1952 arrivò la sua prima realizzazione: un motore di 48cc da competizione chiamato Mistero, costruito nell'officina dell'istituto coinvolgendo anche gli studenti. Fu il primo motore da corsa di Taglioni. Era un 75 cc., aste e bilancieri, cavalli 6-7, fuso in terra, che poteva raggiungere una velocità di 110 Km/h. Nel 1952 Taglioni progettò un motore monoalbero di 75cc, fuso in terra, di circa 10 cavalli per una velocità di 140 Km/h. Lo chiamò "Tornado" e lo propose alla Mondial. La casa bolognese non era interessata alla classe 75cc, ma il presidente Boselli notò la genialità di Taglioni. Lo assunse e contemporaneamente girò il progetto alla casa vicentina Ceccato, in modo che Taglioni lo potesse sviluppare ugualmente. Ne scaturì la «Ceccato 75 Sport», che fu presentata al Salone di Milano del 1954. Con la Mondial Moto lavorò su una 125 a doppio albero e una 175 monoalbero.
Nel 1954 lo sgarbo per il mancato invito da parte della Mondial alla festa per una vittoria conseguita grazie ad un suo motore, lo portò a decidere di abbandonare l'azienda. Ricevette varie offerte, tra cui quella della Ducati. L'azienda di Borgo Panigale era in fase declinante ed aveva da poco sostituito il corpo dirigenziale. Il nuovo responsabile della Ducati Meccanica, Giuseppe Montano, gli propose di realizzare un nuovo propulsore per le competizioni di Gran fondo le cui soluzioni potessero poi essere trasferite, in tutto o in parte, nella produzione di serie. La collaborazione non prevedeva lo stipendio per i primi sei mesi. Taglioni accettò lo stesso e il primo maggio di quel 1954 entrò alla Ducati: aveva 34 anni. Rimase a Borgo Panigale per tutto il resto della sua vita lavorativa. Tornando al 1954, in 40 giorni progettò un motore monocilindrico di 100 cc: nacque la 100 Gran Sport, più nota come “Marianna”. Il motore della Gran Sport “Marianna” fu la base su cui lavorò successivamente Taglioni, progettando i primi aumenti di cilindrata, il 125cc e il 125 bialbero. Le “Marianna” dominarono le gare di gran fondo vincendo il Motogiro nel 1956 e nel 1957 e la Milano-Taranto (gara della lunghezza di quasi 1.300 km) nel 1955 e nel 1956.
Visti i trionfi ottenuti con le Gran Sport 100 e 125, l'ingegnere si impegnò a fondo nell'attività sportiva cercando di sviluppare un interessante progetto: un sistema desmodromico. All'epoca tale sistema era considerato “un azzardo tecnico” ed aveva impegnato diversi importanti progettisti senza successo. Taglioni studiò a fondo la questione fino a realizzare un progetto che lo soddisfece in pieno. Nel 1956 nacquero la Desmo 125 bialbero e tre alberi, quest'ultima destinata ai Gran Premi. Il motore si rivelò subito vincente: nel GP d’Italia del 1958 a Monza i primi 5 posti furono occupati da altrettante Ducati. Seguirono altre motorizzazioni, sia a 125cc sia a 175cc. Nei gran premi del Campionato mondiale fu l'inglese Mike Hailwood il pilota di punta delle Ducati Desmo. Il sistema, con poche modifiche, equipaggiò da allora in poi gran parte della produzione motociclistica di serie e successivamente anche di quella sportiva. Con il tempo è diventato l'elemento che identifica e contraddistingue tuttora i motori della casa di Borgo Panigale.

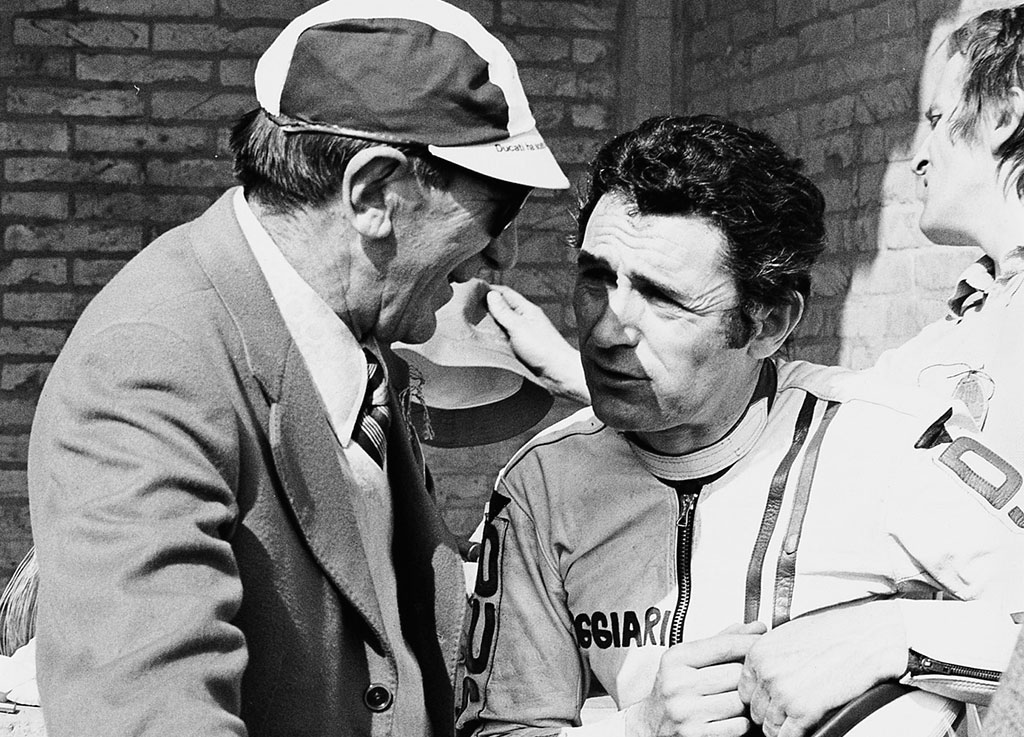
Taglioni (a sinistra) e Spaggiari alla 200 Miglia di Imola, 1974

Nel 1970 progettò la GT 750, primo veicolo ad utilizzare il motore V2. La validità del progetto trovò la sua conferma nella schiacciante affermazione alla prima edizione della 200 Miglia di Imola (1972) ed il trionfo di Hailwood al Tourist Trophy nel 1978.
Nel 1977 realizzò il Pantah 500 con distribuzione comandata a cinghia. Con esso vinse 4 campionati mondiali TT2. Messa in produzione nel 1979, fu l'ultima delle sue realizzazioni. La Ducati 600 vinse per quattro anni di seguito il Campionato Mondiale (1981-1984), ponendo le basi per la seconda rinascita della Ducati. Taglioni si occupò anche della Ducati 750 F1, moto che sostituì la Pantah a partire dal 1985.

Dopo la collocazione a riposo Taglioni rimase vicino alla Ducati, offrendo la sua enorme esperienza come consulente.
Fabio Taglioni morì a Bologna il 18 luglio 2001.
Al dirigente di una casa motociclistica giapponese, che gli offrì un contratto sontuoso, Taglioni replicò in romagnolo: “A n' pòss avièm da la mi Rumâgna, parché dal nòstar pèrt u s mâgna d'j bòn caplét”.